# Ефрем (село)
Ефрем (болг. Ефрем) — село в Болгарии. Находится в Хасковской области, входит в общину Маджарово. Население составляет 90 человек.

## Политическая ситуация
Ефрем подчиняется непосредственно общине и не имеет своего кмета.
Кмет (мэр) общины Маджарово — Милко Петков Армутлиев (Земледельческий народный союз (ЗНС)) по результатам выборов.